# Martin Marek (aktivista)
Martin Marek (* 20. května 1982, Plzeň) je český občanský aktivista, režisér a scenárista publicistických pořadů. V roce 2013 byl jedním z organizátorů historicky prvního úspěšného referenda v krajském městě v České republice.

## Život
Od roku 2003 je členem ekologické organizace Děti Země, kde se podílel například na kampani podporující cyklistiku ve městě Plzni, nebo kampani proti nelegálnímu Kácení stromů u prodejen Lidl. V letech 2006 až 2009 pracoval jako fundraiser v organizaci Český západ, kde se podílel na otevření dobročinného obchodu Buťi. Je předsedou občanského sdružení Plzeňané, které v Plzni iniciovalo historicky první úspěšné místní referendum v České republice. Od června 2009 byl členem Strany zelených v Plzni, za kterou neúspěšně kandidoval v roce 2010 jako jednička na kandidátce ve volbách do Poslanecké sněmovny. V roce 2012 byl zvolen českou osobností roku levicového Deníku referendum. Ze Strany zelených vystoupil v září 2013 poté, co nebyl zvolen na kandidátku do předčasných sněmovních voleb. V předčasných volbách do Poslanecké sněmovny 2013 kandidoval jako jednička na kandidátce hnutí Změna, ale mandát nezískal. Od června 2013 má svůj vlastní pořad Troublemaker na internetové televizi Stream. Od října 2016 natáčí pro Českou televizi jako režisér a scenárista publicistické pořady Nedej se, Nedej se plus a Občanské noviny.

## Kauza plzeňských práv
Jako člen studentské komory akademického senátu FPR ZČU v srpnu 2009 jako jeden z prvních upozornil na podvodné praktiky na této škole. Upozornil mimo jiné na podivné studium třech plzeňských politiků Marcely Krejsové (ODS), bývalého primátora a náměstka na ministerstvu pro místní rozvoj Miroslava Kalouse (ODS) a plzeňského zastupitele Karla Palečka (ODS). Studium právnické fakulty v Plzni opustil na jaře 2011, kdy se nepodařilo zvolit nové vedení do akademického senátu a významná část učitelů v čele s profesorem Karlem Eliášem se rozhodla ze školy odejít.

## Referendum v Plzni
V únoru 2010 spolu inicioval petici proti výstavbě OC Aréna/Corso na místě Domu kultury Inwest v Plzni, kterou podepsalo 9200 občanů. V březnu 2011 byl zakládajícím členem občanského sdružení KULTURA(K) VÍTĚZÍ, na jehož činnost navázalo občanské sdružení Plzeňané. V říjnu 2011 úspěšně inicioval snahu o vypsání místního referenda, které mělo za cíl zastavit výstavbu obřího obchodního centra Aréna/Corso Americká v Plzni. Od počátku se stal zmocněncem a mluvčím přípravného výboru plzeňského referenda. Za svoji činnost obdržel v prosinci 2013 spolu s Janem Čižinským cenu Bílá lilie od Zaostřeno o.p.s. (nyní Bakala Foundation) za mimořádný přínos při prosazování principu transparentnosti ve veřejné správě.